# Nier: Automata
Nier: Automata  је акциона игра  коју су развили PlatinumGames, а објавио Square Enix 2017. године. То је наставак видео игре Nier из 2010. године, сама по себи издвајање и наставак серије Drakengard. Игра је првобитно објављена за PlayStation 4 и Windows путем Steam-а, а Xbox One порт објављен је следеће године са поднасловом "Become as Gods".
Смештена током прокси рата између машина створених од ванземаљаца и андроида направљених од стране човека, прича прати изазове борбеног андроида, њеног сапутника и одбеглог прототипа. Прича захтева да се заврши више пута пролаза, а сваки нов покушај додатне елементе приче. Играње комбинује елементе играња улога са "hack'n'slash" борбом заснованим на акцији, а укључује и мењање између жанрова видео игара сличних Nier-у, са елементима који се крећу од пуцачине до текстуалне авантуре .
Производња је покренута 2014. године, а креатор серије Yoko Таро, продуцент Иосуке Саито и главни композитор Кеичи Окабе се враћају на своје позиције, а уметник Акихико Иосхида преузима одговорност за дизајн карактера. Циљ је био да Nier-ова игра буде слична оригиналу, истовремено успостављајући бољи систем везан за борбу. Као пројекат који је потпуно нов за PlatunumGames, њихово особље се суочило са вишеструким изазовима у развоју играња и окружења отвореног света. Прича коју је написао Yoko односи се на филозофију и истражује теме проналажења вредности у животу и разлоге због којих људи убијају.
Најављена на сајму Electronic Entertainment Expo  2015. године, Nier: Automata је добила велику медијска пажњу, као и садржај који се може преузети и crossover-e са другим играма након објављивања. Локализацијом се бавилa kompanija "8-4", преводиоци првог Nier-а . Игра је добила доста похвала због своје приче и тема, играња и музике. Критика је упућивана на неке визуелне и техничке проблеме. Издање за PC забележило је мешовит одговор због техничких проблема који нису званично решени. Почетна продаја премашила је очекивања издавача; од фебруара 2021. године, игра је продата у преко 5,5 милиона примерака широм света.

## Игра
Nier: Automata је акциона игра улога (RPG) у којој играчи преузимају улогу борбених андроида из YoRHa јединица широм света. Поред стандардног истраживања пешице, коришћење посебних мамаца који омогуц́авају играчу да позове дивљу животињу за јахање, а у неким мисијама да управља летец́им роботом за борбу против непријатеља. Као и код Nier-а (2010), током истраживамја у неким окружењима, камера се пребацује са стандардне перспективе трец́ег лица на поглед одозго и са стране.. Нека подручја такође укључују елементе платформера, који захтевају од играча да се креће између платформи или преко препрека. Играч може да изврши споредне мисије за карактере који се не могу играти (NPC) и могу да се пронађу широм света. Продавнице могу да се пронађу у чвориштима и у њима могу да се купуји нова оружија, буфови или предмети за опоравак. Automata садржи 26 различитих завршетака; пет главних завршетака словом А до Е и 21 додатним завршецима обележеним словома од Ф до З. Ови додатни завршеци могу да се добију извођењем одређених радњи, ненапредањем нарације или губитком одређених битака.
Битка је заснована на "hack'n'slash" акцији, тако што се играч бори против непријатеља у стварном времену у разним окружењима у игри. Током битке играч може користити лагане нападе - који су брзи, али слаби - и тешке нападе - спорије и снажније. Играч може избећи непријатељске нападе и, са успешно одложеним притиском на дугме, може стећи привремену нерањивост и покренути контранапад који наноси велику штету непријатељу. Играчу такође помаже Под, летећи робот асистент који може да покреће прилагодљиве нападе са даљине који се разликују од једноставне пушчане ватре до јаких удара чекићем. Подови такође могу заштитити играча од штете на разне начине.   У различитим тачкама, играње се мења тако да одражава различите жанрове видео игара, у распону од пуцачине до сегмената текстуалних авантура.
Играч је у могућности да понесе два оружја у борби. Док напада, играч може да измјењује и оружје и нападе како би направио комбинацијске нападе. На располагању су четири различите класе оружја: кратки мачеви, дуги мачеви, рукавице и копља. Приче о оружју, понављајући елемент у серијама Nier и Drakengard, где оружје пронађено широм света има за себе јединствене приче.  Сваки лик има другачији стил; почетни карактер 2B је нападач са два доступна оружја, други протагониста, 9S, има само једно оружје и специјализован је за хаковање непријатеља ради наношења велике штете, а касније лик А2 има сличне особине као и  2B са додатом способношћу да на кратко појача снагу напада жртвујући здравље.
Како ликови напредују, они стичу нова искуства, повећавајући своју отпорност, одбрану и моћ напада.  Прилагођавање карактера врши се путем чипова, предмета инсталираних у ликове играча који прилагођавају неке од њихових атрибута; ови чипови могу учинити нешто као што је промена HUD-а да би показао непријатељево здравље и штету и доделио статусне буфове ликовима играча. Број чипова који се могу инсталирати у било ком тренутку ограничен је бројем места који лик има. Чипови се може купити у продавницама или покупити од поражених непријатеља. Ако лик играча умре, они ће се поново појавити на свом претходном чувању. Лик играча тада може пронаћи своје оригинално тело и вратити предмете и искуство које су преостали на њему да би стекао бонус, или покушати да га поправи. Ако успе, тело ће васкрснути као привремени савезник, али ако не успе, оно постаје непријатељ којег играч може победити за додатни бонус. Са омогућеним мрежним функцијама, тела других играча такође могу бити враћена или оживљена на месту где су умрли.

### Поставка и карактери
Nier: Automata дели постапокалиптичну причу Nier-а, која се одвија хиљадама година након четвртог завршетка те игре. Универзум Nier-а одвија се у алтернативној временској линији унутар серије Drakengard. Преносећи традицију Дракенгарда по мрачној атмосфери и разгранатим линијама приче, Nier: Automata и остатак серије не деле директну наративну везу. Смештена у 11945. годину, прича се врти око  проки рата између андроида које је човек створио и машинске војске освајача са другог света. Снагама андроида „YoRHa“ заповеда командир из Бункера, извиђачке базе у орбити изнад Земље. Они се боре заједно са андроидима на Земљи (познати као Отпор ) да би вратили Земљу људима од машина. 
Почетни протагониста је 2B (скрац́еница од „YoRHa Nо. 2 Type B“), YoRHa борбени андроид чије су главне особине њена смиреност и сталоженост. 2B прати 9S (скрац́ено од YoRHa Nо.9 Type S), мушки андроид „скенер“ који показује више емоција од осталих YoRHa јединица. На крају се уводи још један лик који се може играти: „А2“, застарели андроид напада са прец́утном личношц́у који често одлучи да делује сама. Андроиде подржавају Под 042 и Под 153, плутајуц́и роботи налик кутији који дају савете и помажу у борбама.. Примарни антагонисти игре су Адам и Ева, близанци контролера Мреже; и Црвене девојке, конструкција у оквиру Машинске мреже. Остали ликови укључују врховног официра YoRHa, „Команданта“; вођа отпора, Анемоне; Паскал, машина која не воли сукобе и жели мир; Девола и Попола, андроиди који помажу у отпору и који су истог модела као сличан пар из Nier-а; и оригинални Nier карактер Емил, који је током година након оригиналне игре изгубио сећања.   

### Прича
Прво и друго играње прате 2B и 9S током почетне инвазије. Након отварања руте за будуће мисије, они су добили мисију да уклоне машинске претње Отпору, на челу са Анемоне, која њима двоје пружа помоћ. Током својих мисија, 2B и 9S откривају да машине истражују људску историју и идеје. Нјих двоје раде са пацифистичком машинскотатак је сервер заснован на Месецу који чува непотпуне остатке о генома човечанства. YoRHaм групом коју је водио Пасцал; борити се против Адама и Еве, физичке манифестације машинске мреже које откривају да су њихови творци уништени пре више векова; и наићи на А2,андроида који је окренула леђа YoRHa-и и кренула својим путем. Адама убија 2B након што ухвати 9С-а. Током свог опоравка, 9S открива квар на YoRHa серверима када синхронизује себе и 2B, и сазнаје да је човечанство изумрло много пре инвазије ванземаљаца. Њихов последњи ос наставља мит о њиховом преживљавању да би одржао морал и дао андроидима „бога“ за који се морају борити. Кад је Адам убијен, Ева полуди од туге и тера машине под његовом командом да униште све андроиде на Земљи. 2B и 9S убијају Еву да би окончали дивљање, али 9S је заражен Евиним логичким вирусом, присиљавајући 2B да га убије. Међутим, свест 9С-а опстаје у оквиру локалне машинске мреже.
Треће играње започиње када YoRHa започиње инвазију на Земљу великих размера.. Логички вирусни напад - омогућен "грешком" коју је  9S претходно открио - квари сваку YoRHa јединицу, укључујуц́и и оне у Бункеру, осим  2B и обновљених 9S-а. 2B и 9S су одвојени након тога, а 2B је заражена логичким вирусом. Откривена од стране А2,  2B поставља своја сећања  у свој мач и тражи од ње да чува 9S-а. Не знајући да је А2 из милосрђа убила 2B, 9S се заклео да ће се је осветити. Истовремено, кула коју су направиле машине уздиже се из земље, раздвајајући их пре него што могу да се боре. Перспектива се мења између А2 и  9S након ових догађаја. А2 се саосећа са машинама; она је сведок разарања Паскаловог села, затим његове „деце“ која су извршила самоубиство из страха када су нападнута. Паскал моли А2 да му или обрише памц́ење или да га убије; А2 може да уради једно од тога или да га напусти. Све неуравнотеженији  9S истражује платформе за прикупљање ресурса тог торња,борећи се против машина и сазнаје да је торањ дизајниран да лансира ракете на Месечев сервер. Обоје на крају улазе у кулу, а Девола и Попола се жртвују да је отворе.
Током ових догађаја се открива да је YoRHaдизајнирана да изгуби рат и овековечи мит човечанства, а Црвене девојке у Машинској мрежи их користе за унапређивање своје еволуције; обе стране су заробљене у вечном ратном циклусу. Такође се открива да је стварна ознака 2Б била „2Е“, јединица „џелат“ којој је додељено да више пута убије 9S кад год би открио истину о човечанству, и да је  9S тога био свестан. Другачије гране приче се играју се за ликове који се врац́ају Емила, Деволу и Пополу. Емил је изгубио успомене због копирања себе да се бори против ванземаљаца. Група тих копија, избезумљених након губитка осећаја за  је тајна шефовска битка. Након што тренутни лик победи у борби, Емил умире. Девола и Попола су прогнани и програмирани да осећају бескрајну кривицу након што је њихова серија модела изазвала изумирање човечанства у Nier-у . Они остају у кампу Отпора радећи ризичније мисије и помажу YoRHa андроидима.
На врху куле, два андроида се суочавају; 9S, сада луд и заражен логичким вирусом, изазива А2 на борбу, подстичући играча да одабере једно од њих. Ако се изабере А2, она ће поштедети 9S-а и жртвује се да уништи торањ. Ако се изабере 9S, два андроида се убијају међусобно; у последњим тренуцима, Машинска Мрежа му нуди прилику да им се придружи, јер је торањ променио своју функцију да испаљује арку која садржи Машинске успомене да пронађе нови свет. Када се оба ова завршетка откључају, Подови 042 и 153 пркосе својим наредбама за брисање YoRHa-иних података, подстичући играча да уништи кредите у одељку за пуцање. Упркос могућности да три обновљена андроида понове све, Подови верују да ће себи створити нову будуц́ност. Тада се играчу даје могућност да жртвује своје податке за како би помогао другим играчима. 

## Развој
Након изласка Nier-а, и редитељ YokoТаро и продуцент Square Enix-а Јосуке Саито желели су да створе наставак. Када је Саито разговарао са асистентом продуцента Иуки Иокоиамом, Иокоиама није био вољан због ниске продаје оригиналне игре. Након позитивног рецепције играча оригиналног Nier-а, и Square Enix  и главно особље које је радило на оригиналној игри били су спремни да наставе Nier ИП, али су такође желели да створе боље, више оријентисано на акцију.. Као резултат, контактирали су PlatinumGames, која је развила репутацију висококвалитетних акционих игара као што су Bayonetta(2009) и Metal Gear Rising: Revengance (2013). Сарадња је договорена под два услова: да Yokoпостане директор и да буде присутан како би помогао у продукцији. Последњи услов захтевао је пресељење Иоко из Токија у Осаку где се налазила PlatinumGames. Иако је Таро у почетку био сумњичав према вези  сарадњи, особље PlatinumGames-а је желело да ради на Nier-овој игри од објављивања, а њихов ентузијазам и жеља да остану верни оригиналу ублажили су његове сумње. Дизајнер Такахиса Таура такође је желео да створи наставак Nier-а пре него што се Square Enix приближи компанији. PlatinumGames се бавио примарним развојем игре, док је Square Enix надгледао и окупљао много чланова особља и радио на звучном окружењу 
Првобитни план је био да се игра направи за мобилне платформе или за PlayStation Vita- Yoko тврди да су намеравали да она буде слична пољопривредном симулатору Farmville(2009) - али је убрзо одлучено да се игра развије за PlayStation 4. Игру су копродуцирали Саито и Еијиро Нисхимура. Производња је започела 2014. године, укључујуц́и шест месеци претпродукције. Укључивало је мноштво особља из оригиналног Nier-а. Рани односи између Yoko-a и особља PlatinumGames били су задовољавајући, углавном због различитих дневних распореда због Yоко-ог статуса слободњака. Развијен је систем „слободног времена“ где је Yoko могaо да уђе кад год је то могуће без сукоба, и решавао потешкоће. Током продукције, тим је узимао у обзир повратне информације обожавалаца и критичара о Ниеру и каснија мишљења о игри. Тачке за које су сматрали да им је потребно адресирати кретале су се од дизајна ликова до играња до графике. Побољшавајуц́и ове тачке, пренели су и добро прихваћене аспекте, попут сложености приче и музике игре. Већином развоја бавили су се PlatinumGames у својим канцеларијама у Осаки и Токију. 

### Сценарио и теме
.Yоко је био главни писац сценарија игрице. На крају, Yоко је радио много више на тексту него у његовим прошлим игрицама, и завршио је четири-пет месеци прекасно. После тога, свеобухватна прича је остала иста са неким малим исправкама које су се десиле у току развијања. Два подписца су били Хана Кикући, која је била сценариста за Nier и Drakengard 3 (2013), и Yошихо Акабане који ради у спољној компанији Highestar. Кад су креирали причу, Yоко је био неодлучан о додавању Девола и Попола у причу због њихових интегралних улога у оригиналној игрици, али евентуално су одлучили да их убаце. Према мишљењу Yоко, иако је сценарио Nier био "мокар" по својом емотивном садржају, за Nier: Аutomata-u он је циљао "суву" наративу повезану за природну неферност света и предрасуде са којима карактери морају да се суоче. Такође је хтео да избалансира колико представља протагонисте и антагонисте Nier-a, и оставља више простора играчима да разумеју причу како хоће. Према Саито-вом мишљењу, доста времена и труда је отишло у креацију приче и интеракција измешу карактера да би могли да се слажу са оригиналним Ниер. Као и са оригиналним Ниер, неколико завршетака је креирано, али начин достизања другачијих завршетака није било просто као прва игрица. Yоко-ова жеља да крај игрице буде срећан, што је изазвало скептицизам међу другим чланова тима када су проверавали причу. 
Срећан завршетак из Yоко-ове преспективе је био пети и коначни завршетак. Према речима Yоко, пети завршетак му није придошао доста дуго време док се фокусирао на друге аспекте приче. Осећао се као да карактери које је осмислио су га одвели до тог завршетка, радије него да је он дизајнирао. Коначни завршетак је садржио секвенцу ватрене борбе где се играч пробија кроз кредите игрице; ово је било симболично играчу и карактерима на начин где карактери излазе из њима познатог система да би нашли наду за бољу будућност. Yоко је рекао да ово представља фокус приће на будућност и систематске елементе. Моћ играча да помогну једни другима кроз кредите игрице је било инспирисано кампањом Kоkа-Kола, где су две машине у Индији и Пакистану - државама са дугом историјом међусобног конфликта су биле спојене кроз ливестреам у специјалним апаратима за сок. Yоко је био дубоко импресиониран овим, али је одупрео идеји тога да се поруке пројављују само од држава које ратују са кућом сваког играча. Тим је убацио и опцију за играче да обришу своје сачуване податке, механика коришћена у оригиналном Nier-u. Ова функција, где играчи жртвују своје сачуване податке другом насумичном играчу да заврши секвенцу мноштва метака на крају кредита, је била имплементирана усред развијања игрице. 
Тим је дефинисао централну тему игрице као "агаку", јапанска реч која значи мучење да се изађе из лоше ситуације. Друга тема коју је Саито истакао је љубав, што је необично с обзиром да су сви главни карактери су роботи, који нису нормално повезани са емоцијама. Yоко је такође искористио наклоност андроида и машина за давно нестало човечанство да покаже како човеков осећај самог себе и своје вредности је неопходно нађен у веровању у нешто. Негативан утицај људске историје у факције такође представља његов поглед на људе који настављају да се боре и да праве простор између других људи иако напредују. Понављајући елемент из Yоко-ових ранијих радова је његово истраживање о питању зашто људи убијају, и последица убијања других. Ово долази из његове обзервације како људи уживају у убијању непријатеља у које наилазе унутар игрица, што сугестира да нешто недостаје у тим игрицама.Тама приче је објашњена од стране Yоко-а као рефлекције природне таме реалности. Прича прави референце на неколико утицајних филозофа и мислилаца, са неким машинама које имају њихове називе, као карактер Паскал ( Блез Паскал ), шеф Симоне ( Симон де Бевоар ) и NPC Жан-Пол( Жан-Пол Сарт).   Yoko је као референцу за наратив користила књиге Вила Букингама и Нигела Бенсона, које су објашњавале филозофију и психологију разумљивим језиком. 

### Уметност и дизајн игре
Пошто је Nier: Automata био RPG напротив Таура-ним претходним чисто акцијским игрицама, развитак игрице је представио нове изазове за њега. Док је Таура поднео акцијско борбени систем, дизајнер Исао Нагиши је направио RPG елементе. Према Негиши и програмеру Рyо Ониши, огроман проблем је био направити игрицу истиниту оригиналној игрици Nier, што је захтевало промену стила претходних игрица. Док се дизајнирао RPG елемент , тим PlatinumGames је био парцијално инспирисан Witcher-ом 3 (2015) у дизајну њихових додатних мисија, за коју се осећају да никад не би могли да се подударају са. Сегменти где се камера мењала у поглед са стране перспективу су били инспирисани Castlevania франшизом, коју Таура обожава. За борбу против главног непријатеља где играч бира између 9S и А2, сваки је требао да изгуби важне елементе (оружја и опрему за А2, Искуство и вештине за 9С),али ово се није реализовало. 
За систем борбе, тим је узео системе из Nier и спојио их је са елементима из других PlatinumGames игрица. Таура-ин главни концепт је био да се побољша оригинални борбени систем и да утиче на причу. Још једна брига је било укључење механика које би дале и опуштеним и озбиљним играчима да уживају у игрици. Такође је био студиов први покушај игрице са отвореним светом: иако су претходне игрице биле линеарне и тешко ослоњене на причу, Nier: Automata је имао велика окружења међусобно неосетљиво повезана. Специфични елемент који је истакао Негиши је био мањи број непријатеља у свету у поређену са другим PlatinumGames игрицама, што је било непходно због природе отвореног света у игрицама. То је такође било уделом да употпуне Yоко-ову креативну визију: због недостатка непријатеља, тим је дао играчима прилику да "Уживају у мирној лепоти празног света игрице". Неопходни елементи су били ватрене борбе, упоредљиво са жанром игрица паклене борбе (bullet hell), и борба која мења перспективу камере. Плуг-ин чипови су била надограђена верзија "Речи" (Words) које су биле коришћене у Ниер-у, само што је тема око андроида. Тимски и играч-на-играча модови игре су били предложени, али никад нису ишли даље од концепт фазе. 
Коришћењем мишљења о оригиналним дизајновима карактера,Акахико Јошида  је уведен као дизајнер главних карактера. Саито је оригинално хтео да позове D.K, карактер дизајнера за Nier, да се врати. Додуше D.K је поломио свој лакат и није могао да црта, тако да је усмерио тим на Јошиду . Иако је тим мислио да ће одбити због других послова,Јошида је био вољан да се придружи пројекту пошто су неколико људи у његовом тиму били обожаватељи Nier-a. Јошида се придружио касније него уобичајено, тако да му је Taro дао основну идеју тога да карактери треба да носе црно као доминантну боју и изгледају чисто. Напротив оригиналном Nier-u, где се игрица избацила двапут са другачијом верзијом главног протагонисте, креатори су одлучили да протагонисте изгледају исто у свом верзијама игрице, са фокусом на то да направи квалитетну Јапанску RPG игрицупреко тога да спреми игрицу за западни маркет .Ова жеља за општи интернационални изглед је разлог зашто је тим увео Јошиду . Komandir, Adam, и Eva су били дизајнирани од Јује Нагаје. .Square Enix  уметник Тошијоки Итахана је редизајнирао .Деволу и Пополу. Концепт уметност непријатеља је извео Хисајоши Kијима, док је уметност окружења радио Казума Koдa, Јаусаки Kaji и Шохеј Комеока: дизајн окружења је био колаборација са Yoko , и тим се потрудио да места која играч посети изгледају као места играчи би посетили у правом свету. Један од изазова приликом креирања модела карактера је био да изгледају живо напротив њиховој механичкој природи.  

### Аудио
Композитор Кеичи Окабе, који је радио и на Nier-у и на Drakengard-у 3, вратио се као главни композитор са својим студијским бендом Монака. На патентуру је утицала класична музика, док је подсећао на елементе који су се користили за Nier, попут укупног осећаја меланхолије. Промена у односу на претходну оцену била је померање ка приказу механичких и бруталнијих тема и окружења од Nierа, који се фокусирао на травњаке и села. Још један фактор било је отворено светско окружење: уместо једне траке за петље, Окабе је створио више чврстих и меких стаза које су се пребацивале једна у другу у зависности од ситуације и окружења. Балансирање музике је изведено помоћу дигиталне аудио радне станице (DAV) Pro Tools .  Још један истакнути повратак био је Ејми Еванс, која је обезбедила вокал за звучни запис прве игре . Додатне мушке вокале обезбедио је .  Шотаро Сeo Поред тога, за игру је створена тематска песма, са верзијама које су певали и Еванс и нова певачица J'Nикуе Niколе. Niкolе и Нами Накагама придружили су се Ејми да би формирали троделни хор за нека музичка дела, укључујући шефску тему која је представљена у игри.  За Nier: Automata је аранжирано неколико песама са Nier музичких трака.. 
Генералним дизајном звука бавио се Масато Шхиндо, који се суочио са новим изазовом за особље PlatunumGames: у њиховим претходним пројектима звучни одјеци су обрађивани у индивидуалним поставкама које је креирао тим, али то у окружењу отвореног света не би функционисало исправно због своје размере. Уместо тога, Шхиндо је дизајнирао реалистичну звучну кулису користећи систем за управљање одјецима у реалном времену, одређујући колико ће одјека произвести на основу тренутног окружења.  Масами Уеда се бавио звучном имплементацијом, и то је био већи посао него што је искусио на било ком претходном пројекту. Један од фактора који су помогли у несметаној примени били су Уедини претходни сусрети и добри радни односи са Окабеом. 
Званични соундтрацк албум објављен је 29. марта 2017.  Додатни албум са шеснаест нумера поднаслова Hacking Tracks, који садржи музичке варијације за хакерске сегменте, упакован је у копије са звучном траком у првом штампању. 

## Издање
У јануару 2014. године, након објављивања Drakengardа 3, Yoko је изразила интересовање да направи други спин-оф из серије Drakengard, али није прецизирала да ли ће то бити повезано са Nier-ом .  Касније је у децембру те године потврдио да ради на новој игри, али није открио више детаља.  Nier: Аутомати су први пут најављени на конференцији за штампу Square Enix на сајму Eletronic Entertainment Expo  2015. године под привременим насловом Nier New Project.  Његов званични наслов је у то време био тајна јер би покварио аспекте радње игре.  У овом тренутку званични наслов такође није био одлучен. Yoko је првобитно желео да га зове Nier: Андроид, али је Square Enix одбио тај наслов због могућег сукоба жигова са Google- овим оперативним системом Андроид.
У време када је најављено, игра је била завршена 10%.  Његов званични наслов, заједно са трејлером играња и будућом годином издања, откривени су на сајму Парис Гамес Веек 2015. године.  Играјућа улога А2 није била замишљена као откриће изненађења. Тим је искористио њен дугодлаки дизајн за снимке из касне борбе шефова где је током игре имала кратку косу, чинећи тако промену изгледа мање очигледном.  Првобитно планирано за излазак у новембру 2016. године, Square Enix је одложио излазак јер је постојала забринутост због његових комерцијалних перформанси у односу на друге истакнуте наслове: одлучено је да ће издање К4 или К1 пружити Nier: Automata више шанси за комерцијални успех. Кашњење је програмерима дало додатно време да побољшају квалитет и равнотежу играња. 

### Локализација
Локализацијом за енглеску верзију бавила се компанија 8-4, иста компанија која је локализовала оригинални Nier .  Према Yoko, 8-4 је променило елементе писма за сваку регију, јер је неке концепте у јапанском писму било тешко разумети ако се преводе директно. Циљ је био створити сценарио који би се свидео играчима широм света.  Како су 8-4 раније радили са Yoko на Nier-у и Drakengard-у 3, били су упознати са његовим стилом писања и било им је лако да поставе разјашњена питања током превода.  Највеће издање 8-4 било је писање андроидних ликова; иако тобоже без емоција, имали су препознатљиве личности и већи део односа између 2B и 9S вртео се око емоција. Иако је 9Sвећ написано да би на јапанском био емотивнији, 2B је требало преписати, тако да је на енглеском изашла као "droll", а не као без емоција. 
Тим је имао белешке о томе како написати сваки лик; на пример 9С, дуго би говорио о стварима, док би 2B био оштрији. Тим је такође требало да доноси одлуке о гласовној глуми, у распону од потенцијалних регионалних акцената до промене врста гласа. Наведени пример био је промена лика са високим дечјим гласом у зрелији како не би захваљивао играче. Такође су морали да истражују разне филозофске теме како не би погрешили у писању.  Један од проблема који се појавио било је именовање лика Jean-Paul , који је на јапанском добио име Sartre. Како имање Жан-Пол  Сатрт не би дозволило да се име филозофа користи у овом контексту изван Јапана, Yoko је невољно дозволило промену имена на захтев Square Enix.  Енглески преснимавање је рукује шољу чаја Продуцтионс, који је претходно радио и на Nier и Drakengard 3.

### Верзије и додатни садржај
Игра је објављена у Јапану 23. фебруара 2017.  Направљено је ограничено издање Black box Collector edition, које садржи игру, фигурицу од 2B, посебно издање концерта, уметничку књигу, код за преузимање за посебну ставку и уводну новелу.  Новели, који препричава догађаје Nier из перспективе знакова Девола и Попола, написао је Јун Еисхима, редовни сарадник за додатни материјал у вези са Drakengard серије, у сарадњи са Yoko.  Поред тога, Square Enix је сарађивао са јапанском рок групом Амазарасхи да би произвео нови сингл „Иноцхи ни Фусавасхии“, инспирисан светом игре. Главни певач Амазарасхија Хирому Акита био је фан Nier-а, што је олакшало промоцију. Музички спот за „Иноцхи ни Фусавасхии“ надзирао је Yoko. 
На Западу је верзија PS4објављена у Северној Америци 7. марта, а у Европи, Аустралији и Новом Зеланду 10. марта   Поред стандардне верзије, постојало је издање Даи Оне које је садржало реверзибилну насловницу са уметничким делима Иосхида-е и верзија издања Блацк Бок Цоллецтор'с Едитион са издањем Даи Оне с додатним садржајем додатне опреме, фигурицом 2B, уметничком књигом и звучни запис са 13 нумера, укључујући нумере из Nier- а и ранијих Drakengard-ових игара. 
Игра је најављена за дигитално издање на Windows платформама путем Steamа .  Брига за Square Enix и PlatunumGames са PC верзијом била је потенцијална пиратерија, за коју се очекивало да ће одложити њено издавање. Када су решавали овај проблем, тимови су разматрали употребу Денуво управљања дигиталним правима .  PCверзија је објављена 17. марта 2017.  Закрпа вентилатора решила је два главна проблема PCверзије којима се Square Enix није позабавио; грешка у подешавању резолуције и општи проблеми са перформансама чак и ако хардвер није потребан.   Током почетног лансирања, игра је била закључана у одређене делове света, углавном из земаља смештених у Азији.  Званични јапански Твиттер налог за ту игру објавио је твит да ће у тим земљама бити доступан у априлу.  Игра је бомбардована у априлу 2017. године од стране кинеских играча који су захтевали превод игре на кинески језик, кога је PCGamer назвао „моћним новим гласом“. 
У новембру 2016. Саито је изјавио да је верзија за Xbox One на разматрању и најавио да ће игра подржати побољшани PlayStation 4 Про модел.  Саито је касније потврдио да се верзија Xbox One није развијала због слабе продаје конзоле у Јапану, уз фокусирање на једну конзолу како не би угрозила квалитет игре.  На крају је најављена верзија Xbox One која је објављена са поднасловом "Become as Gods". . Објављен је широм света 26. јуна 2018.   Издање Постани као богови објављено је и за Windows путем Microsoft Prodavnice- а и Xbox game pass 18. марта 2021. Ово издање садржи побољшања која нису доступна у верзији Steam, укључујући XDR садржај и АМД-ов пакет.
Садржај за преузимање (DLC), 3C3C1D119440927, објављен је 2. маја 2017. године, а садржи додатне костиме и додатке засноване на оригиналном Nier-у, могућности естетске прилагодбе косе, нове битке у колосејима и туче шефова са председницима Square Enix-а и PlatunumGames-а Иосукеом Матсудом и Кеницхи-јем Сато.  Откључава се у игри са екрана за одабир поглавља и захтева чување података из довршеног прегледа.  DLC је укључен и у издање Xbox One,  и у издање „Game of YoRGa“ објављено за PS4 и PC 26. фебруара 2019.  

## Пријем
Оригинално издање Nier-а за PC4: Automata је добило „генерално повољне критике“ о агрегатору рецензија Metacritic-u, на основу 101 критичке критике.  Верзија за PCтакође је добила позитивне критике, на основу 12 рецензија.  Верзија Xbox One је добила „универзално признање“, зарадивши оцену 90 од 30 рецензија. 
Јапански часопис за игре на срећу Famitsu дао му је скоро савршену оцену, похваливши већину његових аспеката, упркос томе што је један рецензент сматрао да је прилагођавање гломазно.  Мигуел Цонцепцион из GameSpot- похвалио је сваки аспект игре, осим својих споредних задатака, позивајући се на њен начин игре као на „најближу ствар духовном наследнику Metal Gear Rising: Revengance “.  ММО ' Џефри Матулеф се зове игра "највише одушевљава игра коју сам играо годинама", упркос грубим ивицама. Mollie Patterson , пишући за Елецтрониц Гаминг Монтхли, похвалила га је као изузетно пријатно искуство и као играча и као рецензента.  Деструцтоид ' Крис Картер хвалио је наслов као надлежни спој акционе игре и RPG. 
Рецензент Гаме Информер- а Јое Јуба написао је да је много забавних елемената у наративу и игрању игре замагљено збуњујућом или нејасном механиком.GamesRadar+ био одушевљен наратива, спој играња жанрова, и укупног квалитета.  Меган Саливан из IGNа назвала је Nier: Automata „лудим, лепим и изузетно забавним путовањем препуним луђачких идеја и сјајног играња“.  PC Gamer' Енди Кели је био позитиван за игру, али осетио PCлука је недостајало због својих графичких и техничким питањима.  Јанине Хавкинс из Polygon похвалила је осећај размере у игри и спремност да се играчи осећају ситно упркос њеном садржају. 
Теме приче и нарације наишле су на опште признање,  мада су некима недостајали ритам или презентација.  И Саливану и Матулефу било је тешко да се идентификују са андроидним протагонистима.   Свеукупно се уживало у игрању, али неколико њих је открило недостатак дубине у борби у поређењу са претходним PlatunumGames насловима.       Визуелни елементи игре су углавном хваљени, упркос коментарима у вези с повременим лошим квалитетом окружења или визуелним спектаклом.   Понављане жалбе настале су због техничких проблема као што су графички искачући прозори, падови броја кадрова и дуго време учитавања.  Супротно томе, музика је добила једногласно признање.       

### Продаја
Игра продала 198,542 копија у првој недељи пуштања у Јапану, на врху табеле и знатно већа продајa од оригиналног Nier 2010. године   У априлу 2017. године пријављено је да је игра продата у преко 500.000 примерака у Јапану и Азији, укључујући физичке испоруке и дигитална преузимања.  Према извештају NDP Групе за март 2017. године, број достигао је девето место у укупној продаји и шесто место на PS4 графикону.  У Уједињеном Краљевству, игра је дебитовала на шестом месту на општем софтверском списку.  До маја 2017. године, физичка и дигитална верзија игре на PS4 и PC достигла је 1,5 милиона примерака. Већина продаје у том периоду долазила је из иностранства и то се видело као изненађујући успех у поређењу са ниском продајом првог Nier-а .  До маја 2019. године, игра је достигла светске испоруке од четири милиона примерака,  са додатних 500.000 продатих јединица до марта 2020.  Игра је знатно премашила очекивања продаје компаније Square Enix и натерала их је да Nier сматрају могућом франшизом.  Снажна продаја, поред позитивне критичке рецепције, PlatunumGames је навела као спас компаније и ревитализацију општег интереса за њихове производе након неколико разочаравајућих издања игара.   До марта 2020. године, игра је достигла светске испоруке од преко 4,5 милиона примерака.  У децембру 2020. објављено је да је кумулативна продаја премашила 5 million јединица широм света.  Ажурирано: фебруар 2021.  , игра је продала преко 5.5 million јединица широм света. 

### Признања
Nier: Automata је номинованa и додељенa joj је неколико различитих индустријских награда током 2017. и 2018. године, укључујући награде CEDEC-а и Конференције програмера игара . Веб локације за игре на срећу такође су је наградиле или номиновале на неколико „Best оf“ листа за 2017. годину. 

## Додатни медији
Пре издања Nier: Automata, Yoko је написао музичку сценску представу под називом YoRHa, која је изведена 2014.  Смештен у истом универзуму као Nier: Automata, делује као предприча за ликове А2 и Анемоне.  Представа је рођена током шестомесечног предпродукцијског периода.  Док је сценска игра претходила откривању филма Nier: Automata, писац представе Асакуса Каору је изјавио да она не би постојала без Yokoине визије за свет Automata . Yoko је креирао основни сценарио док је сценарио написао Каору. За касније продукције, Yoko је направио ревизију Асакусиног сценарија како би поједноставио радњу.  Сценску игру је описао као издвајање целокупног универзума.  Касније су у наредних неколико година произведене нове ревизије оригиналне сценске представе, издвајања, музичке верзије и потпуно мушке издвојене представе. 
Такође је створено више романа заснованих на универзуму, које су написали Yoko и Еишима.   YoRHa Boys, заснован на мушкој спин-оф сценској игри, написао је Еишима, а надгледала Yoko; прати групу мушких YoRHa јединица изведених у експеримент за прикупљање података о понашању.   Израђује се фигурица на бази 2B, 9S и А2.

## Цитати из игре
1. Adam: The aliens you seek are no longer here. They were wiped out centuries ago. ...By us. The machines. (Route A, Chapter 03: Adam and Eve)
2. ^ Commander: In truth, humans never went to the moon at all. Any transmissions received from the moon are just dummy signals set up in advance. The only thing there is a small bit of data relating to the human genome. / 9S: But why would you— / Commander: Humans were already extinct when the aliens attacked. [...] No one fights without a reason. And we need a god worth dying for. (Route B, Chapter 9: Deranged Religion)
3. ^ Commander: But tell me—why weren't you infected? / 2B: I don't know! / 9S: It's probably because I deferred our data sync. I noticed some weird noise in the Bunker's server data, so I paused the upload. (Route C, Chapter 11: Full-scale Attack)
4. ^ So then! To sum up: For hundreds of years, we've been fighting a network of machines with the ghost of humanity at its core. We've been living in a stupid *****ing world where we fight an endless war that we COULDN'T POSSIBLY LOSE, all for the sake of some Council of Humanity on the moon that doesn't even exist. (Intel - Archives - Machine Research Report)
5. ^ A2: The 9S Type is a high-end model. They knew you'd discover the truth eventually. But the model designation "2B" was just a cover. The official designation...is "2E". Number 2, Type E. They were a special class of members designed to execute YoHRa units. But you knew that... Right, 9S? (Route C, Chapter 17: The Tower)
6. ^ These colossal Emils were the sad final state of Emil's copies. Attacking without warning, they possessed the ability to unleash fierce attacks using magical weapons from the old world. At the end of this pitched battle, the true Emil stopped his dopplegangers [sic] with heartfelt words before annihilating them with a final strike. He then passed away with an expression of great relief, as if he had finally met the person he'd longed to see. (Intel - Unit Data - Emil Clones)